# Hypogastrura oreophila
Hypogastrura oreophila är en urinsektsart som beskrevs av Butschek 1948. Hypogastrura oreophila ingår i släktet Hypogastrura och familjen Hypogastruridae. Inga underarter finns listade i Catalogue of Life.